# 小行星列表/80301-80400
| 名稱        | 臨時編號   | 發現日期       | 發現地點   | 發現者                 |
| ----------- | ---------- | -------------- | ---------- | ---------------------- |
| 小行星80301 | 1999 XZ63  | 1999年12月7日  | 索科罗     | 林肯近地小行星研究小组 |
| 小行星80302 | 1999 XC64  | 1999年12月7日  | 索科罗     | 林肯近地小行星研究小组 |
| 小行星80303 | 1999 XG65  | 1999年12月7日  | 索科罗     | 林肯近地小行星研究小组 |
| 小行星80304 | 1999 XT70  | 1999年12月7日  | 索科罗     | 林肯近地小行星研究小组 |
| 小行星80305 | 1999 XX70  | 1999年12月7日  | 索科罗     | 林肯近地小行星研究小组 |
| 小行星80306 | 1999 XJ71  | 1999年12月7日  | 索科罗     | 林肯近地小行星研究小组 |
| 小行星80307 | 1999 XU71  | 1999年12月7日  | 索科罗     | 林肯近地小行星研究小组 |
| 小行星80308 | 1999 XX71  | 1999年12月7日  | 索科罗     | 林肯近地小行星研究小组 |
| 小行星80309 | 1999 XA74  | 1999年12月7日  | 索科罗     | 林肯近地小行星研究小组 |
| 小行星80310 | 1999 XH74  | 1999年12月7日  | 索科罗     | 林肯近地小行星研究小组 |
| 小行星80311 | 1999 XO75  | 1999年12月7日  | 索科罗     | 林肯近地小行星研究小组 |
| 小行星80312 | 1999 XO76  | 1999年12月7日  | 索科罗     | 林肯近地小行星研究小组 |
| 小行星80313 | 1999 XW76  | 1999年12月7日  | 索科罗     | 林肯近地小行星研究小组 |
| 小行星80314 | 1999 XE77  | 1999年12月7日  | 索科罗     | 林肯近地小行星研究小组 |
| 小行星80315 | 1999 XF77  | 1999年12月7日  | 索科罗     | 林肯近地小行星研究小组 |
| 小行星80316 | 1999 XC80  | 1999年12月7日  | 索科罗     | 林肯近地小行星研究小组 |
| 小行星80317 | 1999 XG80  | 1999年12月7日  | 索科罗     | 林肯近地小行星研究小组 |
| 小行星80318 | 1999 XH80  | 1999年12月7日  | 索科罗     | 林肯近地小行星研究小组 |
| 小行星80319 | 1999 XE81  | 1999年12月7日  | 索科罗     | 林肯近地小行星研究小组 |
| 小行星80320 | 1999 XR83  | 1999年12月7日  | 索科罗     | 林肯近地小行星研究小组 |
| 小行星80321 | 1999 XJ85  | 1999年12月7日  | 索科罗     | 林肯近地小行星研究小组 |
| 小行星80322 | 1999 XJ87  | 1999年12月7日  | 索科罗     | 林肯近地小行星研究小组 |
| 小行星80323 | 1999 XV88  | 1999年12月7日  | 索科罗     | 林肯近地小行星研究小组 |
| 小行星80324 | 1999 XC89  | 1999年12月7日  | 索科罗     | 林肯近地小行星研究小组 |
| 小行星80325 | 1999 XT89  | 1999年12月7日  | 索科罗     | 林肯近地小行星研究小组 |
| 小行星80326 | 1999 XW89  | 1999年12月7日  | 索科罗     | 林肯近地小行星研究小组 |
| 小行星80327 | 1999 XY89  | 1999年12月7日  | 索科罗     | 林肯近地小行星研究小组 |
| 小行星80328 | 1999 XK90  | 1999年12月7日  | 索科罗     | 林肯近地小行星研究小组 |
| 小行星80329 | 1999 XH91  | 1999年12月7日  | 索科罗     | 林肯近地小行星研究小组 |
| 小行星80330 | 1999 XD92  | 1999年12月7日  | 索科罗     | 林肯近地小行星研究小组 |
| 小行星80331 | 1999 XM92  | 1999年12月7日  | 索科罗     | 林肯近地小行星研究小组 |
| 小行星80332 | 1999 XL93  | 1999年12月7日  | 索科罗     | 林肯近地小行星研究小组 |
| 小行星80333 | 1999 XL94  | 1999年12月7日  | 索科罗     | 林肯近地小行星研究小组 |
| 小行星80334 | 1999 XR94  | 1999年12月7日  | 索科罗     | 林肯近地小行星研究小组 |
| 小行星80335 | 1999 XG95  | 1999年12月7日  | 大泉天文台 | 小林隆男               |
| 小行星80336 | 1999 XY97  | 1999年12月7日  | 索科罗     | 林肯近地小行星研究小组 |
| 小行星80337 | 1999 XE101 | 1999年12月7日  | 索科罗     | 林肯近地小行星研究小组 |
| 小行星80338 | 1999 XX102 | 1999年12月7日  | 索科罗     | 林肯近地小行星研究小组 |
| 小行星80339 | 1999 XB104 | 1999年12月7日  | 那智胜浦町 | 清水義定、浦田武       |
| 小行星80340 | 1999 XR108 | 1999年12月4日  | 卡特林那   | 卡特林那巡天系统       |
| 小行星80341 | 1999 XQ109 | 1999年12月4日  | 卡特林那   | 卡特林那巡天系统       |
| 小行星80342 | 1999 XL110 | 1999年12月4日  | 卡特林那   | 卡特林那巡天系统       |
| 小行星80343 | 1999 XJ111 | 1999年12月7日  | 卡特林那   | 卡特林那巡天系统       |
| 小行星80344 | 1999 XM112 | 1999年12月10日 | 索科罗     | 林肯近地小行星研究小组 |
| 小行星80345 | 1999 XQ114 | 1999年12月11日 | 索科罗     | 林肯近地小行星研究小组 |
| 小行星80346 | 1999 XT114 | 1999年12月11日 | 索科罗     | 林肯近地小行星研究小组 |
| 小行星80347 | 1999 XJ115 | 1999年12月4日  | 卡特林那   | 卡特林那巡天系统       |
| 小行星80348 | 1999 XO115 | 1999年12月4日  | 卡特林那   | 卡特林那巡天系统       |
| 小行星80349 | 1999 XW116 | 1999年12月5日  | 卡特林那   | 卡特林那巡天系统       |
| 小行星80350 | 1999 XE117 | 1999年12月5日  | 卡特林那   | 卡特林那巡天系统       |
| 小行星80351 | 1999 XM119 | 1999年12月5日  | 卡特林那   | 卡特林那巡天系统       |
| 小行星80352 | 1999 XX119 | 1999年12月5日  | 卡特林那   | 卡特林那巡天系统       |
| 小行星80353 | 1999 XM120 | 1999年12月5日  | 卡特林那   | 卡特林那巡天系统       |
| 小行星80354 | 1999 XJ121 | 1999年12月5日  | 卡特林那   | 卡特林那巡天系统       |
| 小行星80355 | 1999 XL123 | 1999年12月7日  | 卡特林那   | 卡特林那巡天系统       |
| 小行星80356 | 1999 XM124 | 1999年12月7日  | 卡特林那   | 卡特林那巡天系统       |
| 小行星80357 | 1999 XF125 | 1999年12月7日  | 卡特林那   | 卡特林那巡天系统       |
| 小行星80358 | 1999 XA126 | 1999年12月7日  | 卡特林那   | 卡特林那巡天系统       |
| 小行星80359 | 1999 XO126 | 1999年12月7日  | 卡特林那   | 卡特林那巡天系统       |
| 小行星80360 | 1999 XM130 | 1999年12月12日 | 索科罗     | 林肯近地小行星研究小组 |
| 小行星80361 | 1999 XZ130 | 1999年12月12日 | 索科罗     | 林肯近地小行星研究小组 |
| 小行星80362 | 1999 XD134 | 1999年12月12日 | 索科罗     | 林肯近地小行星研究小组 |
| 小行星80363 | 1999 XE134 | 1999年12月12日 | 索科罗     | 林肯近地小行星研究小组 |
| 小行星80364 | 1999 XS135 | 1999年12月8日  | 索科罗     | 林肯近地小行星研究小组 |
| 小行星80365 | 1999 XF139 | 1999年12月6日  | 基特峰     | 太空监视               |
| 小行星80366 | 1999 XA142 | 1999年12月12日 | 索科罗     | 林肯近地小行星研究小组 |
| 小行星80367 | 1999 XX145 | 1999年12月7日  | 基特峰     | 太空监视               |
| 小行星80368 | 1999 XV151 | 1999年12月7日  | 基特峰     | 太空监视               |
| 小行星80369 | 1999 XW151 | 1999年12月7日  | 基特峰     | 太空监视               |
| 小行星80370 | 1999 XG154 | 1999年12月8日  | 索科罗     | 林肯近地小行星研究小组 |
| 小行星80371 | 1999 XM154 | 1999年12月8日  | 索科罗     | 林肯近地小行星研究小组 |
| 小行星80372 | 1999 XT154 | 1999年12月8日  | 索科罗     | 林肯近地小行星研究小组 |
| 小行星80373 | 1999 XF155 | 1999年12月8日  | 索科罗     | 林肯近地小行星研究小组 |
| 小行星80374 | 1999 XN155 | 1999年12月8日  | 索科罗     | 林肯近地小行星研究小组 |
| 小行星80375 | 1999 XN157 | 1999年12月8日  | 索科罗     | 林肯近地小行星研究小组 |
| 小行星80376 | 1999 XQ157 | 1999年12月8日  | 索科罗     | 林肯近地小行星研究小组 |
| 小行星80377 | 1999 XM158 | 1999年12月8日  | 索科罗     | 林肯近地小行星研究小组 |
| 小行星80378 | 1999 XE159 | 1999年12月8日  | 索科罗     | 林肯近地小行星研究小组 |
| 小行星80379 | 1999 XV159 | 1999年12月8日  | 索科罗     | 林肯近地小行星研究小组 |
| 小行星80380 | 1999 XZ159 | 1999年12月8日  | 索科罗     | 林肯近地小行星研究小组 |
| 小行星80381 | 1999 XD160 | 1999年12月8日  | 索科罗     | 林肯近地小行星研究小组 |
| 小行星80382 | 1999 XG160 | 1999年12月8日  | 索科罗     | 林肯近地小行星研究小组 |
| 小行星80383 | 1999 XP160 | 1999年12月8日  | 索科罗     | 林肯近地小行星研究小组 |
| 小行星80384 | 1999 XG163 | 1999年12月8日  | 基特峰     | 太空监视               |
| 小行星80385 | 1999 XC164 | 1999年12月8日  | 索科罗     | 林肯近地小行星研究小组 |
| 小行星80386 | 1999 XR164 | 1999年12月8日  | 索科罗     | 林肯近地小行星研究小组 |
| 小行星80387 | 1999 XG168 | 1999年12月10日 | 索科罗     | 林肯近地小行星研究小组 |
| 小行星80388 | 1999 XO168 | 1999年12月10日 | 索科罗     | 林肯近地小行星研究小组 |
| 小行星80389 | 1999 XC170 | 1999年12月10日 | 索科罗     | 林肯近地小行星研究小组 |
| 小行星80390 | 1999 XJ171 | 1999年12月10日 | 索科罗     | 林肯近地小行星研究小组 |
| 小行星80391 | 1999 XL171 | 1999年12月10日 | 索科罗     | 林肯近地小行星研究小组 |
| 小行星80392 | 1999 XC172 | 1999年12月10日 | 索科罗     | 林肯近地小行星研究小组 |
| 小行星80393 | 1999 XB173 | 1999年12月10日 | 索科罗     | 林肯近地小行星研究小组 |
| 小行星80394 | 1999 XF173 | 1999年12月10日 | 索科罗     | 林肯近地小行星研究小组 |
| 小行星80395 | 1999 XO173 | 1999年12月10日 | 索科罗     | 林肯近地小行星研究小组 |
| 小行星80396 | 1999 XW173 | 1999年12月10日 | 索科罗     | 林肯近地小行星研究小组 |
| 小行星80397 | 1999 XV174 | 1999年12月10日 | 索科罗     | 林肯近地小行星研究小组 |
| 小行星80398 | 1999 XS175 | 1999年12月10日 | 索科罗     | 林肯近地小行星研究小组 |
| 小行星80399 | 1999 XC176 | 1999年12月10日 | 索科罗     | 林肯近地小行星研究小组 |
| 小行星80400 | 1999 XU178 | 1999年12月10日 | 索科罗     | 林肯近地小行星研究小组 |

| 上一頁： 80201-80300 | 小行星列表 80301-80400 | 下一頁： 80401-80500 |